# Une femme trop honnête
Une femme trop honnête ou l’École de la mauvaise foi est une pièce de théâtre d’Armand Salacrou créée au théâtre Édouard-VII en 1957.

## Synopsis
La femme trop honnête est Marie-Madeleine, elle trompe son époux, Robert, avec Jacques. Comme son mari l'ignore, tout irait pour le mieux, si elle n'était tourmentée par l'idée du chagrin qu'il aurait s'il l'apprenait.
Pour lui éviter cette épreuve, elle décide de le faire assassiner.

## Fiche technique à la création -Théâtre Édouard-VII,1957
- Mise en scène : Georges Vitaly
- Décors : Paul Ackerman
- Personnages et interprètes :
  - Marie-Madeleine, licenciée en philosophie : Sophie Desmarets
  - Albert, son mari, riche garagiste à Paris : Alfred Adam
  - Georges, professeur de lycée en retraite, père de Marie-Madeleine : Maxime Fabert
  - Guiguitte, sa femme, mère de Marie-Madeleine : Jeanne Fusier-Gir
  - Roger, l'ami d'enfance d'Albert : Jacques Jouanneau
  - Jacques, un ami de rencontre : Raymond Gérôme
  - Renée, gérante de teinturerie à Paris : Marthe Mercadier
  - Joséphine, la servante : Christiane Muller